# Eresus sedilloti
Eresus sedilloti är en spindelart som beskrevs av Simon 1881. Eresus sedilloti ingår i släktet Eresus och familjen sammetsspindlar. Inga underarter finns listade i Catalogue of Life.